# ドラえもんのひみつ道具 (ぬ-の)
ドラえもんのひみつ道具 (ぬ-の) では、藤子・F・不二雄の漫画『ドラえもん』、『大長編ドラえもん』(VOL.1〜17)、藤子・F・不二雄のその他の著作に登場するひみつ道具のうち、読みが「ぬ」で始まるものから「の」で始まるものまでを列挙する。

## ぬいぐるみオーブン
ぬいぐるみオーブンは、「なんでもぬいぐるみに」（てんとう虫コミックス第35巻に収録）に登場する。
「ぬいぐるみコートとつめもの」との併用により、どんなぬいぐるみでも作ることのできる機械。使用方法は以下のとおり。
1. 消火器のような「ぬいぐるみコート」から、ぬいぐるみにしたい物めがけて薬剤を噴出する。
2. すぐに乾燥し、コートが固まってぬいぐるみの型が出来上がるので、中のものを抜き去る。
3. つめもの（瓶入りの丸薬のようなもの）を数粒入れる。
4. オーブンに入れ、大きさを指定すると、やがてできあがり。自動的にぬいぐるみらしい可愛いデザインにデフォルメされて完成する。

## ぬいぐるみカメラとクルーム
ぬいぐるみカメラとクルームは、「ぬいぐるみカメラとクルーム」（藤子・F・不二雄大全集第15巻に収録）に登場する。
どんなぬいぐるみ（着ぐるみ）でも作ることのできる道具。ぬいぐるみ対象を撮影する「ぬいぐるみカメラ」と、チューブ入りの薬剤「クルーム」で構成される。ぬいぐるみにしたい物（写真でも良い）をぬいぐるみカメラで撮影し、ぬいぐるみを着込む者の全身にクルームを塗りつけ、カメラから伸びたコードをクルームに接続すると、クルームが撮影したものとそっくりのぬいぐるみに変わる。外観はそっくりだが、着る者より小さな体格のぬいぐるみを作ることはできない。また人間の体格に合わない体の部分、たとえば尻尾などを動かすためには、モーターを組み込むなどの工夫が必要となる。
作中では、空き地でこの道具を使って怪獣の映画の撮影をしたところをジャイアンとスネ夫に邪魔され、怒ったドラえもんとのび太は仕返しをするために彼らのぬいぐるみを作り、それぞれの家で悪事を働きそれぞれのママを怒らせ、空き地に逃げ、本物のジャイアンとスネ夫が怒られる羽目となった（なお、ジャイアンとスネ夫のぬいぐるみを着たドラえもんとのび太は素顔を出して笑っていた）。

## ぬいぐるみせいぞうカメラ
ぬいぐるみせいぞうカメラは、「ぬいぐるみせいぞうカメラ」（ぴっかぴかコミックス第5巻に収録）に登場する。
撮影した物のぬいぐるみ（玩具のぬいぐるみではなく、着ぐるみ）を作り出すカメラ。もちろん人が着ることができ、およそ人間の体形にはとても合わないような生物でも、本物そっくりのぬいぐるみをちゃんと人が着て動かすことができる。空を飛ぶ生物の場合は、実際に空を飛べる。あまりに大きなぬいぐるみの場合は何人かで動かす必要があり、作中ではアパトサウルスのぬいぐるみにのび太、ドラえもん、しずかが入り、それぞれ前脚、後脚、首を担当した。着ていないときは大きなぬいぐるみでも小脇に抱えるほど小さく折り畳める。また、撮影対象は実物ではなく、絵や写真でも良い。
アニメでは、ドラえもんがネズミに驚いた事でジャイアンとスネ夫にぬいぐるみであることがバレてしまい脅かした仕返しをされた。その後、悔しがったのび太にドラえもんがジャイアンママのぬいぐるみを用意しジャイアンママに成りきり、ジャイアンとスネ夫にお仕置きを行い復讐した。

## ぬけ穴ボールペン
ぬけ穴ボールペン（ぬけあなボールペン）は、「ぬけ穴ボールペン」（てんとう虫コミックス第39巻に収録）に登場する。
室内から外への抜け穴を作るボールペン。室内の壁にこれで円を描き、その円の中に飛び込むと超空間に形成された抜け穴に入ることができ、どこへ通じるかはわからないものの、必ず外へ出られる。しかも自動的に足に靴を履いている。外の壁面や地面に抜け穴を描くと、元の室内への抜け穴が形成される。描いた本人以外にも人や動物など、どんなものでも抜け穴を通り抜けられる。

## ぬけ穴ライト
ぬけ穴ライト（ぬけあなライト）は、「設計紙で秘密基地を!」（てんとう虫コミックス第20巻に収録）に登場する。
このライトで地中を照らすと、穴を掘ったかのようにたちどころに抜け穴ができあがる。出口はそこの壁や床を四角く切り抜いて隠し扉の様に開く。この抜け穴は引き返すと自動的に塞がる。

## ねがい七夕ロケット
ねがい七夕ロケット（ねがいたなばたロケット）は、「ねがい七夕ロケット」（ぴっかぴかコミックス第14巻に収録）に登場する。
竹の幹を模した小型ロケット。このロケットの笹に願い事を書いた短冊を吊り下げて打ち上げると、1年間その願い事がかなう。なお、他人の願い事をかなえることも可能。
姉妹品に、願い事と反対の願いがかなう「裏七夕ロケット」がある。
テレビアニメ第2作第1期のラストでドラえもんはしばらくこのままにしておいて2,3日経ってからジャイアンとスネ夫を助けようとのび太にささやいたため、路上で泣き叫んでいた。
テレビアニメ第2作第2期のラストシーンではのび太と静香は夜空を眺めながらケーキを食べ、ジャイアンとスネ夫は泣きながらドラえもんを抱きつく羽目になっていた。

## ねがい星
ねがい星（ねがいぼし）は、「ねがい星」（てんとう虫コミックス第10巻に収録）に登場する。
星形の道具。常に発光していて、願い事を叶えてくれる。望みを具現化するという点では一見優れた道具のようだが、ねがい星は必ず勘違いをするため、望み通りに願い事を叶えてくれることがない。たとえば、たい焼きが欲しいと願えばタイヤと木が頭上から落下し、お金が欲しいと願えば屑鉄が大量に降ってくる。香水が欲しいと願えば洪水に襲われ、雨を降らせるよう命令すれば飴が降ってくるといった具合である。また、ダイヤモンドが欲しいと言えばタイヤとボンドが出てくるし、財宝が欲しいと言えば大砲の砲口がスネ夫に向けられた。
また、星に「こっちに来い」と誘い寄せれば、星が地中に埋まっていたり、数メートル離れていても、呼んだ者の元に寄ってくる。
書籍『ドラえもん・ふしぎシリーズ　(1)ドラえもん ロボットのふしぎ』では、たまには間違えずに願いを叶えることもあるという設定になっている。ねがい星を譲られて勘違いでひどい目にあったジャイアンが、勘違いを期待して「ドラえもんとのび太にどら焼きをやってくれ」と願ったときは本当にどら焼きを出した（ドラえもんらは「トラとヤギ」でも出されるのではと心配した）。

## ネコあつめすず
ネコあつめすずは、ドラえもんが常に首輪につけているひみつ道具。
音は「ニャーン」と鳴り、鳴らすとネコが集まるという。しかし故障しており、使用描写はない。
『ドラえもん のび太とアニマル惑星』では、小型カメラ機能を持つ鈴（ドラ鈴小型カメラ）に交換されていた。
映画『ドラえもん のび太のひみつ道具博物館』では、怪盗DXがこの道具を盗んだため、ドラえもんがノラ猫化してしまう。
ネコジャラリン
テレビアニメ第1作「くるった腹時計の巻」（1973年8月5日放送）に登場する。首輪の鈴ではないが、ネコを集めることができる鈴。

## ねじ式台風
ねじ式台風（ねじしきたいふう）は、「ねじ式台風」（てんとう虫コミックス第39巻に収録）に登場する。
台風のような風を作り出すことのできる道具。目測40センチメートルほどの雲に目玉とねじ（ぜんまい）が付いており、ねじを巻いて宙に浮かべると、空気を回転させて風を起こす。ねじの巻き具合で、小さなつむじ風程度から、小型台風並みの暴風まで起こすことができる。

## ネズミトリゲーム&ウオッチ
ネズミトリゲーム&ウオッチは、「恋するドラえもん」（てんとう虫コミックス第27巻に収録）に登場する。
カツオブシガム、コタツハウス、マタタビ香水とともにドラえもんが恋したペルシャネコにプレゼントした未来のネコ用品である。使用する場面は作品中に描かれていない。
ネズミとりゲーム
テレビアニメ第2作第2期「恋するドラえもん」（2009年8月21日放送）に登場する。ゲーム&ウオッチに似たカラーディスプレイのゲームとなっている。道具名の表記は字幕放送による。

## 熱線銃
熱線銃（ねっせんじゅう）は、「ねずみとばくだん」（てんとう虫コミックス第7巻に収録）、「ぼく、桃太郎のなんなのさ」（てんとう虫コミックス第9巻収録）に登場する。
「ねずみとばくだん」登場分
スナイパーライフルを模した銃器。鉄筋コンクリートのビルを一瞬で煙に変えるほどの威力を持つ。
テレビアニメ第2作第2期「ネズミが去るまであと4時間」（2008年12月31日放送）では、混同を避けるためか、ウルトラ・クラッシャーという名称で登場した。道具名の表記は、公式サイト掲載のあらすじおよび字幕放送では「ウルトラ・クラッシャー」、公式サイト掲載の「ひみつ道具カタログ」では「ウルトラクラッシャー」としている。同エピソードおよび原作に登場する「ジャンボ・ガン」も公式サイト掲載の「ひみつ道具カタログ」では中黒が省略されて「ジャンボガン」とされていることから、この道具についても中黒のある「ウルトラ・クラッシャー」という表記がここではふさわしいと判断した。
「ぼく、桃太郎のなんなのさ」登場分
ハンドガンタイプ。性能は一切不明。
双方とも作中では使われない。

## ネットロケット
ネットロケットは、『ドラえもん のび太のドラビアンナイト』に登場する。
巨大な網の四方に小型ロケットが付いているもの。空中の標的物を自動的に網で捕らえ、パラシュートでゆっくりと地上へ降ろす。戦闘時の敵の捕獲、仲間の救助などに活躍する。

## ねながらケース
ねながらケースは、「ねながらケース」（てんとう虫コミックス第38巻に収録）に登場する。
やらなければならないことを紙に書いてこのケースに入れ、それを枕の下に入れて寝ると、眠りながら体がひとりでに動き、紙に書いたことを実行する。ただし、「○○にあやまる」と書く場合は、具体的に何のことで謝るのかを書かないといけない。

## ネムケスイトール
ネムケスイトールは、「じゃま者をねむらせろ!」（てんとう虫コミックス第38巻に収録）に登場する。
人や動物の眠気を吸い取る銃。眠い人に銃口を向け、グリップを一旦握って放すと、風船か鼻ちょうちんのように眠気が吸い取られ、銃の中におさまる。引き金の部分のボタンを押すと、吸い取った眠気を撃ちだし、他の誰かを眠らせることもできる。
なお、吸い取る眠気の量は特に決まっておらず、もっとも寝たい時の大量の眠気を取るには朝までかかる。作中ではのび太は宿題そっちのけで遊びにでかけたため、最後は自身の眠気を吸い取りながら徹夜で宿題をする羽目になった。

## ねむらせまくら
ねむらせまくらは、「じゅん番入れかわりき」（藤子・F・不二雄大全集第20巻に収録）に登場する。
「まくら」という名に反して、座布団を模している。「グッスリまくら」と同様の効果を持つ道具で、この道具の近くにいる人は、たちまち引き込まれるようにして眠り込む。しかし自分も寝てしまうので意味がない。

## ねむらなくてもつかれないくすり
ねむらなくてもつかれないくすりは、「さようなら、ドラえもん」（てんとう虫コミックス第6巻に収録）に登場する。
瓶に入った錠剤の薬。服用すると眠らなくても疲れなくなる。似た効能を持つ道具に「ハツラツン」がある。

## 念画紙
念画紙（ねんがし）は、「カンヅメカンでまんがを」（てんとう虫コミックス第25巻に収録）に登場する。
一見ただの画用紙のようだが、手に持って絵や字を思い浮かべると、そのとおりの内容が紙に浮かび上がる。筆記具を用いなくとも、また絵や字がへたな者でも、思いのままの内容を仕上げることができる。
ただしきわめてデリケートにできており、少しでも雑念を抱くとそのとおりの念が内容に反映されてしまう。

## 年月圧縮ガン
年月圧縮ガン（ねんげつあっしゅくガン）は、「ハワイがやってくる」（てんとう虫コミックス第44巻に収録）に登場する。
長い年月のかかる現象を素早く完成させる道具。たとえば、破損した鍾乳石に銃の光線を照射し、本来は何百、何千年かかって形成される鍾乳石を、あっという間に完成させる。
また、マイナスボタンで時間を戻すこともできる。作中ではのび太がこの機能を使い、実際には次第に離れていっている月を、地球に接近させた。
てんとう虫コミックススペシャル「ザ・ドラえもんズ スペシャル」『龍神の赤い目（後編）』（スペシャル5巻収録）では人間に使用した場合、頭髪や髭が長く伸びる。
逆光線銃
テレビアニメ第2作第1期「年月圧縮ガン」（「ハワイがやってくる」のアニメ化作品。1991年8月9日放送、ビデオソフト未収録）に登場する。マイナスボタンの代わりに使用している。

## 念写カメラ
念写カメラ（ねんしゃカメラ）は、「念写カメラマン」（てんとう虫コミックス第21巻に収録）に登場する。
このカメラを額にあてると、超能力の念写のように、思い浮かべた景色が写真となって出てくる。綺麗な写真を作るには、景色を人物から背景に至るまで正確に頭に思い浮かべる必要がある。

## ねん写機
ねん写機（ねんしゃき）は、「ドラえもん大事典」（てんとう虫コミックス第11巻に収録）に登場する。
この機械を頭に乗せ、誰かが写真を撮っているところへ思念を送ると、好きな映像を写真に写しこむことができる。

## 年代測定機
年代測定機（ねんだいそくていき）は、「恐竜の足あと発見」（てんとう虫コミックス第44巻に収録）に登場する。
この道具を物体に向けると、その物体が生成されてから何年経っているかを調べることができる。人間であれば生まれてから何年経っているか（つまり年齢）を、古い地層であれば何年前のものかを調べることができる。表示するメーターは上4桁で、1万以上の数値の場合はメーターの下にそれ以下の桁数を表示する（9000万の場合、メーターには「9000」、その下には「4」と出る）。
氷年代そくてい機
『映画ドラえもん のび太の南極カチコチ大冒険』（2017年3月4日公開）に登場。外観は「年代測定機」とほぼ同様であり、氷がいつ出来たのか、年代を調べる事が出来る。
メガネ型年代測定器
『映画ドラえもん のび太の絵世界物語』（2025年3月7日公開）に登場。同作の小説版では「年代そくてい機」という名称になっており、レンズを通して見た物体の、作られた年代と場所を調べることが出来る。

## ネンドロイド
ネンドロイドは、「ネンドロイド」（てんとう虫コミックス第35巻に収録）に登場する。
人間と同じ程度の大きさの粘土製ロボット。人の髪の毛（ドラえもんの場合、髪の毛の代わりにヒゲ）を頭部に刺すと、その人と同じ知力および体力になる。命令して仕事をさせることができるが、ある程度の自我もあり、ドラえもんロボットは勝手にドラえもんのどら焼きを食べようとしたり、ジャイアンロボットはのび太から漫画を取り上げたりする。粘土なので水に溶けやすい為、水に関する仕事には向かず、水の中に入ったら、完全に溶けてしまう。この為、しずかロボにしている最中、しずか同様に入浴した結果、溶けてしまった。
2020年1月18日放送回では、5体のネンドロイドが登場。ジャイアンに取り上げられた後、5体ともジャイアンのロボットと化すが、ジャイアンロボ同士のケンカの最中に一体化して、ジャイアンでも手が付けられない巨大なジャイアンロボと化す。ドラえもんが巨大ジャイアンロボを退治するために出した温泉ロープに誘導されている最中、しずかの髪の毛が刺さったことで、巨大しずかロボと化し、自ら温泉に入って溶けた。

## ネンドロン
ネンドロンは、「ネンドロン」（てんとう虫コミックススペシャル『ドラえもん カラー作品集』第5巻に収録）に登場する。
調味料を思わせる瓶入りの粉末で、これをふりかけるとどんな物でも粘土のように柔らかくなる。かける量によって柔らかさの度合いが異なる。
てんとう虫コミックスでは、第11巻収録「ドラえもん大事典」にのみ登場するほか、原作者の没後作品を含めば、大長編ドラえもんVOL.19「のび太の宇宙漂流記」に登場する。これは、1971年1月号に発表されて以来の長いブランクとなっている。
ネンドロン銃
テレビアニメ第1作「ネンドロン大騒動の巻」（1973年9月30日放送）に登場する。

## ねん力目薬
ねん力目薬（ねんりきめぐすり）は、「ねん力目薬」（てんとう虫コミックススペシャル『ドラえもん カラー作品集』第5巻収録）に登場する。
この目薬をさした状態で、物を見つめて思念を込めると、超能力の念力のように思いのままに物を操ることができる。
重いものを動かすには薬を増やす必要があるが、あまりにつけ過ぎると、一目見ただけで物が吹っ飛んでしまうほどの念力が発揮されてしまう。
てんとう虫コミックスでは、原作者の没後に描かれた、大長編ドラえもんVOL.24『のび太のワンニャン時空伝』に登場する。これは、『のび太と銀河超特急』に登場した「ペタリ手ぶくろとくつ」の25年、『のび太の宇宙漂流記』に登場した「ネンドロン」の28年を上回る、31年のブランクを経た再登場である。

## 念録マイク
念録マイク（ねんろくマイク）は、「念録マイク」（てんとう虫コミックス第14巻に収録）に登場する。
このマイクを舌に乗せると、近くにあるカセットテープに、心に思った声や音を吹き込むことができる。

## ノーリツチャッチャカ錠
ノーリツチャッチャカ錠（ノーリツチャッチャカじょう）は、「百丈島の原寸大プラモ」（てんとう虫コミックス第28巻収録）に登場する。
飲むと、知能・運動能力・反射力などのあらゆる能率が上がり、迅速に物事を処理することができる。ドラえもんはこの薬の効果により、一夜越しで実物大の島プラモ「百丈島」を完成させた。
テレビアニメ第2作第1期「プラモ化大作戦」（「百丈島の原寸大プラモ」のアニメ化作品。1994年1月7日放送、ビデオ『ドラえもん テレビ版スペシャル特大号』冬の巻2、およびDVD『ドラえもん コレクション・スペシャル』冬の2に収録）では、「のうりつチャカチャカあめ」という同様の道具が登場した。こちらは錠剤ではなく、ドロップ缶に入ったあめ玉となっている。

## 能力カセット
能力カセット（のうりょくカセット）は、「のび太もたまには考える」（てんとう虫コミックス第34巻に収録）に登場する。
カセットテープ状の道具で、マラソン選手、数学者、野球選手、奇術士、歌手、強い人、考える人など様々なタイトルのものがある。これを人の腹に差し込むと、それぞれに応じた能力が身につく。1時間テープなので、効果は1時間持続する。
能力ディスク（のうりょくディスク）
テレビアニメ第2作第2期「のび太もたまには考える」（2009年11月20日放送）に登場する。
能力カセットと同様の道具。120ミリ5インチの光ディスク（CD、DVD、BD、HDDVDなど）を象っている。各ディスクのレーベル面には「マラソン選手の能力」などと記されており、数学者、作文、写生、ピアノ、ダンス、オペラ、マジック、強い人、考える人、といった能力のディスクがある。
機械にディスクを挿入するように腹部にあてがうと、ディスクが腹部に吸い込まれる。するとすぐに読み込み音がし、能力を発揮できる。まれに読み取りエラーを起こす場合もあるが、少し待てば読み込まれる。

## のぞき穴ボード
のぞき穴ボード（のぞきあなボード）は、「のぞき穴ボード」（てんとう虫コミックス第29巻に収録）に登場する。
好きな場所への覗き穴を自由に作る機械。板を縦に立てたような形で、場所の名前を言いながら板に指で穴をあけると、その穴がその場所につながる覗き穴となる。先方を自在に覗くことができるものの、逆に向こう側からこちらを覗かれる危険性も伴っている。覗くだけではなく、穴を通して物を送ったり（作中では水鉄砲の水）、板を力づくで割って反対側へ出たりもできる（テレビアニメ第2作第2期では宇宙ステーションにのぞき穴を開けているが、こちらの空気が宇宙空間に漏れた様子はない）。

## のぞみ実現機
声 - 不明（1990.1）→高戸靖広（2008.10-2010.1）→粕谷雄太（2017.12）
のぞみ実現機（のぞみじつげんき）は、「やりすぎ! のぞみ実現機」（てんとう虫コミックス第42巻に収録）に登場する。
望みを言うと、どんなことでも実現できる機械。効き目の具合はメーターで調節できるが、調節の加減が難しく、使用者が納得できない形で望みが叶うこともある。

## ノゾミルじゅう
ノゾミルじゅうは、「ノゾミルじゅう」（てんとう虫コミックススペシャル『ドラえもん カラー作品集』第4巻収録）に登場する。
「望みを見る銃」の意味。人に向けて撃つと、弾丸ではなく風船玉のようなものがフワフワ飛び出して相手のもとではじけ、その人の望んでいる物が映像となって浮かび上がる。

## ノビール水道管
ノビール水道管（ノビールすいどうかん）は、『ドラえもん のび太の日本誕生』、『ドラえもん のび太のドラビアンナイト』に登場する。
これを地面に刺すと、自動的に伸びて地下水脈を探り当て、蛇口をひねるだけで地下水が出てくる。つまりどこにでも水道がひける。
以下の道具とともに、原始世界での住居作りのために使用した。
ノビールガス管
『ドラえもん のび太の日本誕生』に登場する。ノビール水道管と同様の道具に、同じ原理で天然ガスを引き込む。
ノビール下水管
『ドラえもん のび太の日本誕生』に登場する。ノビール水道管と同様の道具に、同じ原理で汚水を処理する。
『ドラえもん のび太のドラビアンナイト』では、四次元ポケットを奪ったカシムたちが「水が欲しい」と考えてノビール水道管を出したが、使い方がわからず水が出なかった。
ノビール水道管温泉用
『映画ドラえもん のび太の絵世界物語』（2025年3月7日公開）の小説版に登場。ノビール水道管と同様の道具に、同じ原理で温泉を引き込む。

## ノビールハンド
ノビールハンドは、『ドラえもん のび太とアニマル惑星』および『ドラえもん のび太とロボット王国』に登場する。
マジックハンドのように遠くのものを捕える道具。棒の先端に手がついており、スイッチを入れると棒がどこまでも伸び、標的物をつかみとる。

## のびちぢみスコープ
のびちぢみスコープは、「のびちぢみスコープ」（藤子・F・不二雄大全集第8巻に収録）に登場する。
このスコープで物を見ながら、スコープを筒を右に回すとその物が細く軽く、左に回すと太く重たくなる。

## 乗り物アクセサリー
乗り物アクセサリー（のりものアクセサリー）は、「乗り物アクセサリー」（てんとう虫コミックススペシャル『ドラえもん カラー作品集』第4巻収録）に登場する。
様々な乗り物の能力を人間が発揮できる以下の3つの道具が、セットとして箱に入っている（個々の名称は不明）。
- ジェット機のような一対の翼。両腕につけることで高速で空を飛べる。ただし、運動神経の鈍い者だとコントロールが難しい。
- 戦車のキャタピラのような道具。両足を入れることで、斜面でも垂直な壁でも自在に走ることができる。
- 潜水艦のようなヘルメット。かぶると、水中を自由に動き回ることができる。

## 乗りものぐつ
乗りものぐつ（のりものぐつ）は、「乗りものぐつでドライブ」（てんとう虫コミックス第39巻に収録）に登場する。
目測1メートルほどのある大きな靴をかたどった移動用の機械。1つの靴に両方の足を入れて使用する。ボタン操作により、自動車、ジェット機、ヘリコプター、モーターボート、潜水艦などさまざまな形に変形し、陸海空を自在に走ることができる。体を前に倒せばスピードが出る。潜水艦の場合は使用者を保護することもなく、水中にそのまま沈んでいってしまう。
ドラえもんとのび太が休んでいる間にジャイアンとスネ夫が2人から奪うも潜水艦モードで湖に沈んでいったことで話は終わったが、テレビアニメ第2作第2期では、ドラえもんに救出された後、しずかも加えて、5人で乗りものぐつを使用し、バギー、パトカー、戦車、ブルドーザーにも変形した。

## のろいのカメラ
のろいのカメラは、「のろいのカメラ」（てんとう虫コミックス第4巻に収録）に登場する。
カメラの一種で、このカメラを使って人を撮影すると、撮影された人の人形が出てくる。この人形に痛みなどの触覚的な刺激を与える（たとえばなぐる、くすぐる、熱する、冷やすなど）と、その刺激は人形の元になった相手にも伝わる。また人形に水をかければ相手も濡れ、人形周囲の匂いも伝わる。もちろん相手は人形の存在に気が付かなければ、人形の仕業だということも分からない。そのため当初ドラえもんが使用をためらった経緯がある。撮影する際は手に雷が落ちたような感触がある（撮影者以外には分からない）。テレビアニメ第2作第2期での結末では、のび太とドラえもんが、スネ夫とジャイアンの人形を水で濡らしてお漏らしの状態にさせて復讐をしたものの、その最中に本来なら厳重に保管するべき自分たちの人形を窓際に放置していたのが災いして、そこを通りかかった猫に引っ掻かれるといった無惨なしっぺ返しがやってきた（いわゆる「人を呪わば穴ふたつ」）。
ブードゥーの儀式に用いられる人形に近い。
似た機能の道具に「エアコンフォト」がある。
丑の刻禍冥羅
ヨドバが登場する藤子・F・不二雄のSF短編の『丑の刻禍冥羅』において、似た性能を持つカメラが登場する。こちらは人形ではなく写真が出るというところが異なり、ちょうど、上記の「エアコンフォト」との中間の道具となる道具である。
なお、ヨドバは未来人という設定であり、登場するカメラは、本アイテムも含めて『ドラえもん』でのものと共通点があるものが多く、漫画版の『ドラえもん のび太のひみつ道具博物館』では、ひみつ道具博物館にある「カメラ館」の案内役としてヨドバが登場している。